# جمعية كشافة بابوا غينيا الجديدة
جمعية كشافة بابوا غينيا الجديدة هي منظمة الكشفية الوطنية في بابوا غينيا الجديدة. يعود أول ظهور للحركة الكشفية في بابوا بابوا غينيا الجديدة في عام 1926 ولقد تأسست جمعية كشافة بابوا غينيا الجديدة رسميا عام 1975 واعتبارا من عام 2011 بلغ عدد أعضاء الجمعية حوالي 6284 عضو.